# Джон де Кромвель, барон Кромвель
Джон де Кро́мвель, 1-й и последний барон Кромвель (англ. John de Cromwell, 1st and last Baron Cromwell; ум. до 8 октября 1335) — английский аристократ.
Сын Ральфа де Кромвеля и Маргарет де Сомери.
Констебль замка Чепстоу (1307—1308). Трижды назначался констеблем лондонского Тауэра (в 1307/8, 1310—1323 и 1326/27 — 1335 годах).
10 марта 1307/8 года был пожалован титулом барона Кромвеля.
Участник битвы при Боробридже (1322) на стороне Эдуарда II.
Был женат на Идонее де Випонт (дочери Роберта де Випонта), но потомства не оставил.
В 1375 году — через 40 с лишним лет после его смерти — его правнучатый племянник Ральф был пожалован возрождённым титулом барона Кромвеля.

## Комментарии
1. ↑  Традиционное написание по-русски. Более точная передача — Кромвелл.